# Polskie Towarzystwo Walki z Mukowiscydozą
Polskie Towarzystwo Walki z Mukowiscydozą (PTWM) – ogólnopolskie stowarzyszenie, będące organizacją pozarządową posiadającą od 2004 roku także status organizacji pożytku publicznego.
W roku 1985 powstała idea powołania pierwszego w Polsce stowarzyszenia, które pomagałoby chorym na mukowiscydozę. Inicjatorem działań był prof. Jan Rudnik, dyrektor Oddziału Terenowego Instytutu Matki i Dziecka w Rabce-Zdroju, a założycielem Stanisław Sitko. 4 marca 1987 roku Urząd Wojewódzki w Nowym Sączu wpisał do rejestru stowarzyszeń i związków "Towarzystwo Walki z Mukowiscydozą".
Towarzystwo ma siedzibę w Rabce-Zdroju, przy Instytucie Gruźlicy i Chorób Płuc.
PTWM uczestniczy w pracach Światowego i Europejskiego Towarzystwa Mukowiscydozy, jest członkiem wspierającym Polskiego Towarzystwa Mukowiscydozy.

## Cele statutowe
1. wszechstronne działanie na rzecz osób chorych na mukowiscydozę oraz ich rodzin;
2. poprawa jakości życia chorych na mukowiscydozę;
3. działanie na rzecz osób niepełnosprawnych chorych na mukowiscydozę;
4. poprawa opieki zdrowotnej nad chorymi na mukowiscydozę, w szczególności współdziałanie ze służbą zdrowia w rozbudowie sieci właściwych placówek zdrowotnych;
5. ochrona i promocja zdrowia chorych na mukowiscydozę;
6. podnoszenie wiedzy na temat mukowiscydozy, w szczególności na temat sposobów jej leczenia i rehabilitacji chorych;
7. wsparcie badań naukowych i edukacji w zakresie mukowiscydozy;
8. pomoc społeczna chorym na mukowiscydozę, w tym pomoc rodzinom i osobom w trudnej sytuacji życiowej oraz wyrównywanie szans tych rodzin i osób;
9. promocja i aktywizacja zatrudnienia chorych na mukowiscydozę;
10. wspomaganie rozwoju wspólnot i społeczności lokalnych tworzonych przez chorych na mukowiscydozę i ich rodzin.